# Euxoa mimouna
Euxoa mimouna là một loài bướm đêm trong họ Noctuidae.